# YaBB
YaBB (ang. Yet Another Bulletin Board) – darmowy system do budowania forów dyskusyjnych napisany w języku Perl rozpowszechniany na zasadach Open Source. YaBB do gromadzenia danych używa własnego systemu opartego na kartotekowej bazie danych.
Istnieje możliwość dodawania nowych funkcji przy użyciu tzw. modyfikacji.
Na oficjalnym forum projektu dostępna jest polska wersja językowa.

## Cechy
Podstawowe cechy forów zbudowanych w oparciu o YaBB:
- nielimitowana liczba użytkowników, postów, forów oraz kategorii
- możliwość załączania plików do postów
- statystyki forum
- możliwość zmiany wyglądu
- możliwość zwiększania funkcjonalności przy użyciu modyfikacji
- obsługa kanałów RSS
- możliwość ustawienia odnośników bezpośrednich do postów
- możliwa do spersonalizowania CAPTCHA

## Bezpieczeństwo
YaBB posiada wiele funkcji, które czynią z niego bezpieczne forum internetowe. The Guardian™ jest wbudowanym systemem bezpieczeństwa, który pozwala adminowi na blokowanie intruzów, wliczając w to blokadę proxy, blokadę stron, które zawierają link do danego forum, blokowanie harvesterów, oraz blokadę skryptów itp. YaBB daje także możliwość banowania numerów IP, nazw użytkownika oraz adresów e-mail. Dostępne są również zabezpieczenia antyspamowe, które zabezpieczają przed przeciążeniem serwera, na którym działa forum. W wersji 2.2 zwiększono bezpieczeństwo systemu, wprowadzając zabezpieczenie dostępu do funkcji administracyjnych mechanizmem sesji i możliwość ustawienia własnych reguł dla kontroli spamu.